# ケミ川 (ロシア)
ケミ川（ケミがわ、ロシア語: Кемь, ラテン文字表記の例: Kem, フィンランド語: Kemijoki）はロシア北西部のカレリア共和国を流れる河川である。
フィンランドとの国境近くにある、三つの湖の連なったクイト湖という大きな湖を流れ出で、多くの中小の湖を経由して東へ転じた後、ケミの町で白海のオネガ湾に注ぐ。川は水運に使われかつては木材をいかだに組んで流していた。現在では水力発電所が五つ連なっている。主な支流にはチルカ・ケミ川（Чирка-Кемь）があるほか、Охта、слева-Кепа、Шомбаなどがある。